# Brizgači
Brizgači (znanstveno ime Holothuroidea) so skupina iglokožcev, v katero uvrščamo preko 1.700 vrst z največjim deležem v azijskem delu Tihega oceana. Imajo na videz dvobočno somerno valjasto telo, vendar je notranja struktura zvezdasto somerna, kot pri ostalih iglokožcih. Razširjeni so v skorajda vseh morjih, bivajo pa predvsem v globljih predelih na morskem dnu.
Brizgači imajo pomembno vlogo v morskih ekosistemih, saj sodelujejo pri kroženju snovi preko razgradnje organskega drobirja in ostalih organskih delcev, s čimer olajšajo bakterijski razkroj. Za človeka so brizgači pomembni predvsem kot vir hrane, uporabljajo se tudi v azijski tradicionalni medicini.

## Telesne značilnosti
Brizgači imajo podolgovata valjasta telesa, ki v dolžino merijo od 3 cm do enega metra, v premeru pa tudi do 24 cm (npr. rod Stichopus). Čeprav so le malo podobni drugim tipičnim iglokožcem zaradi na videz dvobočno (bilateralno) somernega valjastega telesa in odsotnih zunanjih delov skeleta, je notranja zgradba brizgačev še vedno zvezdasto (radialno) somerna. Prav tako ne obstaja zgornji oz. aboralni ter ustni ali spodnji del telesa, kot npr. pri morskih zvezdah in kačjerepih, pač pa kvečjemu hrbtna in trebušna stran telesa. Ustna odprtina, ki je obkrožena z lovkami, leži spredaj, zadnjična odprtina pa je na zadnji strani.
Na trebušni strani so brazdne nožice, s katerimi se brizgači počasi premikajo po morskem dnu. Črvičke (Apodida) brazdnih nožic nimajo in se po dnu premikajo s krčenjem telesa. Kot vsi iglokožci imajo tudi brizgači notranji skelet, ki je tik pod kožo. Ta je sestavljen iz mikroskopsko majhnih delcev, imenovanih osikli oz. skleriti, katerim daje oporo vezivno tkivo. Na hrbtni strani ima veliko vrst posejane številne mesnate izrastke trnaste oblike (papile), na njihovih vrhovih pa so živčni končiči.
Izmenjava dihalnih plinov poteka v cevkah oz. tubulih, ki sestavljajo t. i. dihalni drevesi, ki sta levo in desno od prebavnega trakta. Kot vsi iglokožci imajo vodovodni (ambulakralni) sistem, ki daje lovkam in brazdnim nožicam hidravlični pritisk, potreben za premikanje, ter odprti krvožilni oz. hemalni sistem, ki je bolj zapleten od sistemov pri drugih iglokožcih in ima dobro razvite žile ter odprte votline oz. sinuse.
Brizgači nimajo osrednjega živčevja. Ustno votlino obkroža živčni obroč, ki oživčuje lovke in požiralnik. Študije so pokazale, da se navkljub kirurški odstranitvi omenjenega obroča brizgač še vedno lahko normalno premika in vede, kar pomeni, da nima osrednje vloge v živčnem nadzoru. Od obroča poteka vzdolž telesa pet glavnih živcev. Večina nima razvitih jasno opredeljivih čutil, pač pa imajo številne živčne končiče v koži, ki se odzivajo na dotik in svetlobo. Izjema so npr. črvičke, ki imajo razvite statociste, medtem ko imajo nekatere druge vrste razvite očem podobne strukture blizu baze lovk.

## Razmnoževanje
Spolovila predstavlja en spolna žleza, katere izvodilo se odpira na sprednjem delu telesa, blizu lovk. Pri večini vrst sta spola ločena, oplojevanje pa je zunanje. Ob spolni zrelosti se brizgači zbirajo v velike skupine, kar poveča možnost oploditve (po načelu Alleejevega učinka). Ličinke prosto plavajo in do preobrazbe v zreli osebek bivajo kot plankton.
Pri nekaterih vrstah se oplojeno jajčece razvija znotraj telesne votline, iz katerega se izvali ličinka in zapusti telo starša skozi zadnjik (anus).

## Življenjski prostor in način življenja
Brizgači so razširjeni v skorajda vseh morjih. Mnogo vrst prebiva v globokih predelih na morskem dnu, kjer pogosto predstavljajo večino vseh živali. V globinah, večjih od 8,8 km predstavljajo 90 % celotne mase makrofavne. Zdi se, da so brizgači posebej prilagojeni na življenje v globokih predelih, saj bivajo pod 5 km mnogotere vrste. Pripadniki družine Elpidiidae bivajo pri globini več kot 9,5 km, pripadnike rodu Myriotrochus pa so našli celo na globini 10.687 m. V plitvejših delih lahko brizgači tvorijo obsežne populacije z veliko gostoto; taki primer so jagodni brizgači (Squamocnus brevidentis), ki na južnih obalah Nove Zelandije tvorijo populacije z gostoto 1.000 osebkov na kvadratni meter.
Posebnost skupine so nekatere vrste globokomorskih brizgačev, kot so Enypniastes eximia, Peniagone leander in Paelopatides confundens, katerih telo je želatinaste sestave, zaradi česar lahko nadzorujejo plovnost, poleg tega pa imajo razvite posebne plavalne strukture. Tako lahko bivajo na morskem dnu ali pa prosto plavajo v morju.

### Brizgači v Sloveniji
V slovenskem morju biva 10 vrst brizgačev. Najbolj znani brizgač, hkrati pa tudi eden od najbolj znanih iglokožcev ter živali v slovenskem morju, je cevasti brizgač (Holothuria tubulosa), ki ima črno telo dolžine okoli 30 cm in se pogosto pojavlja v velikih skupinah na plitvem peščenem morskem dnu. Njemu podoben je mehki brizgač (H. forskali). Iz družine morskih kumar (Cucumariidae) bivata na Slovenskem navadna morska kumara (Ocnus planci) ter manjša tržaška morska kumara (Leptopentacta tergestina). Od črvičk živi v muljastem dnu prstasta črvička (Labidoplax digitata).

### Prehrana
So filtratorji in detritivori, kar pomeni da se hranijo s precejanjem organskih delcev ter z organskim drobirjem in razpadajočimi delci. Brizgači iz reda aspidohirotov in črvičke zajemajo z lovkami usedline skupaj z organskim drobirjem, ki ga prebavijo, pesek in ostale neuporabne snovi pa izločijo. Morske kumare imajo bogato razvejane lepljive lovke, s katerimi ujamejo plankton.

### Samoobramba
Nekateri brizgači lahko ob nevarnosti iztisnejo lepljive niti belkaste barve (Cuvierove cevke) skozi zadnjik, s čimer se branijo pred plenilcem in pridobijo čas za pobeg. Te niti niso nevarne za človeka, vendar jih je težko odstraniti s kože. Izločanje niti lahko spremlja izločanje holoturinov, toksičnih snovi, ki pripadajo skupini saponinov in lahko ubije manjše živali v neposredni bližini.
Druge vrste izločijo dele drobovja skozi usta ali zadnjik, kar prav tako lahko zavede plenilce, kar imenujemo evisceracija; skozi čas brizgač obnovi izločene dele. Evisceracija je domnevno tudi fiziološki proces, s katerim organizem izloča nakopičene odpadne snovi v drobovju, saj je pojav pri nekaterih vrstah sezonski.